# 希尔登铁路博物馆
希爾登鐵路博物館（官方英文名：Locomotion，英文又稱：National Railway Museum at Shildon或Shildon Locomotion Museum，中文又稱：國立希爾登鐵路博物館，大英鐵路博物館希爾登分館）是英國的科學博物館集團旗下的大英鐵路博物館的一座分館，位於英國達拉謨郡希爾登（Shildon）。 2004年由英国首相托尼·布莱尔主持开幕仪式。 造价1130万英镑。是在原“提摩西·赫克沃思维多利亚铁路博物馆（Timothy Hackworth Victorian Railway Museum）”基礎上建設的。希爾登鐵路博物館与达勒姆郡议会合作运营，並計劃每年为小镇带来6万名游客。在開館之初的前六个月里，博物馆實際上吸引了約94000名游客。為貫徹節能減排的理念，希爾登鐵路博物館設有供自身使用的風力發電機，餘電上網；以及一輛使用生物柴油的巴士。

## 所在地
希爾登鐵路博物館靠近英國工程師提提摩西·赫克沃思主持建造的希爾登鐵路工廠和全球最早的公用鐵路。全球最早的公用鐵路由英國鐵路公司“斯托克頓和達靈頓鐵路”負責建造，1825年9月27日通車。在這條鐵路的首次正式開行的列車由希爾登出發，開往達靈頓，全程12英里，耗時兩個小時，使用蒸汽機車“機車一號”牽引。在1984年希爾登鐵路工廠關閉之前，希爾登（Shildon）曾是英國鐵路業者活動的中心之一。

## 博物館建築
希爾登鐵路博物館的建設和蒂斯谷鐵路上的希爾登火車站現代化改造工程同步進行。希爾登鐵路博物館沿1千米長的鐵路綫佈局，博物館本身亦設有鐵路專用綫。博物館主展覽廳是一座六跨大型現代簡約風格展覽廳。室外的鐵路專用綫上也設有室外鐵路車輛展區。
希爾登鐵路博物館的參觀路徑自一座建於19世紀的建築開始，無敵號蒸汽機車亦陳列於此。參觀路徑上的第二座建築是提摩西·赫克沃思故居，内設有關提摩西·赫克沃思在希爾登（Shildon）活動的展覽。 參觀路徑上的第三座建築為原鐵路工廠。參觀路徑上的第四座建築為舊鐵路貨運倉庫，曾為鐵路貨運和馬車貨運的中轉站，部分建築材料為廢棄石料（從建築外墻能看出相應痕跡）。

博物館内的原鐵路煤場則是為蒸汽機車加煤的場所。 博物館内還設有鐵路號志，參觀者可以親自操作。參觀小径之後从公路下方穿過。在展覽廳外有一个儿童游乐场和一个野餐区。參觀小径的尽头是博物馆主展覽廳。馆内设有展览厅和文物保护工作坊，并设有观景廊，让参观者看到由志愿者修复部分展品的工作，建筑内的其他设施包括互动游戏、咖啡馆和商店。

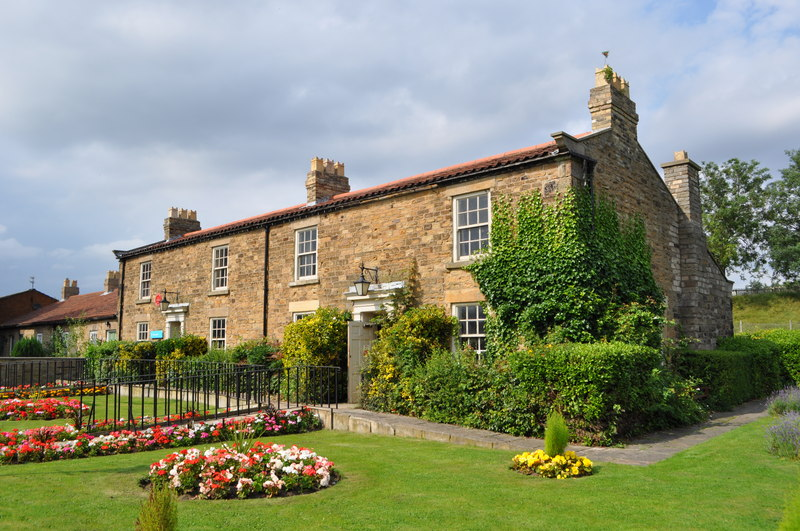
提摩西·赫克沃思故居
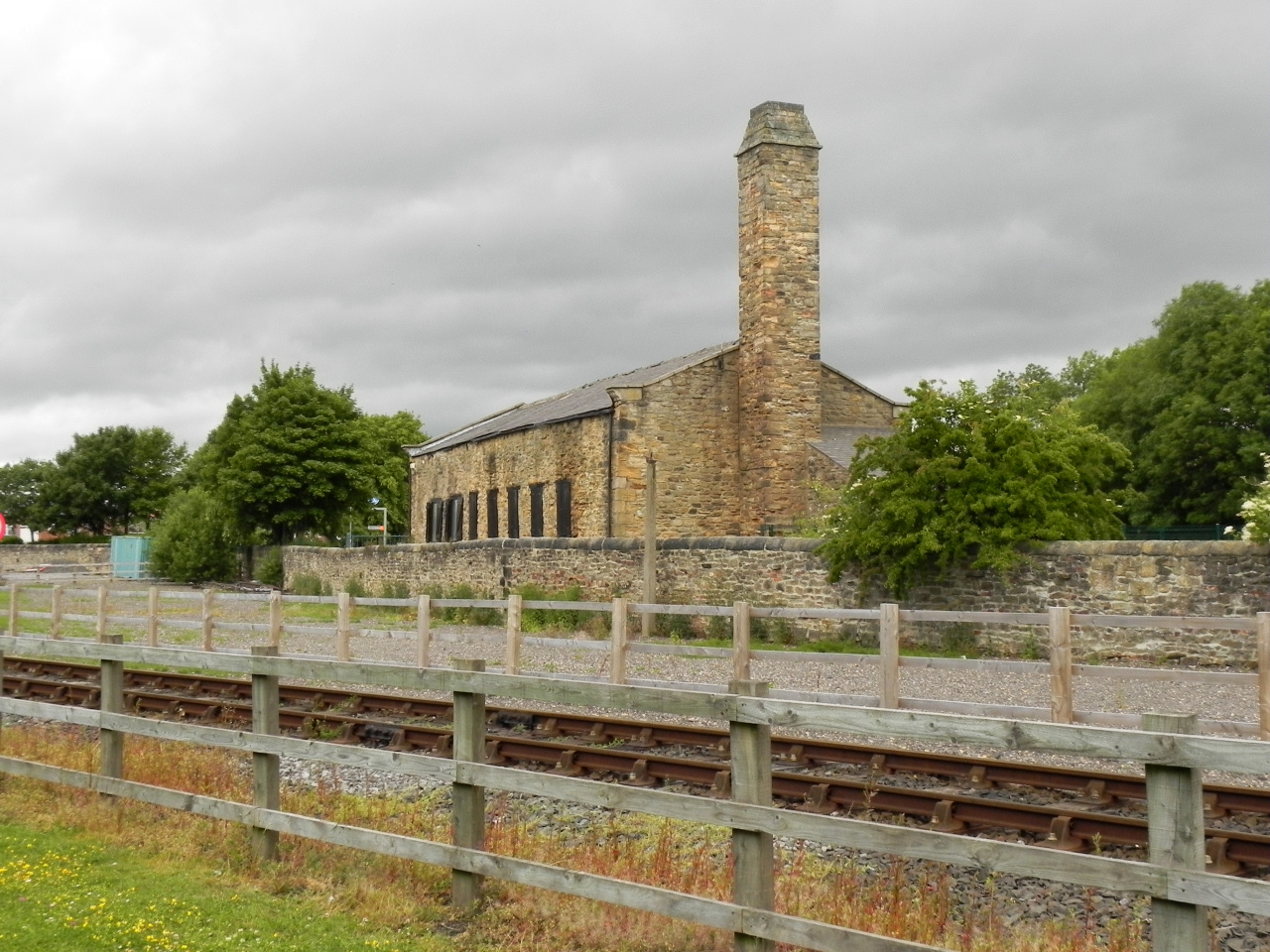
原鐵路工廠
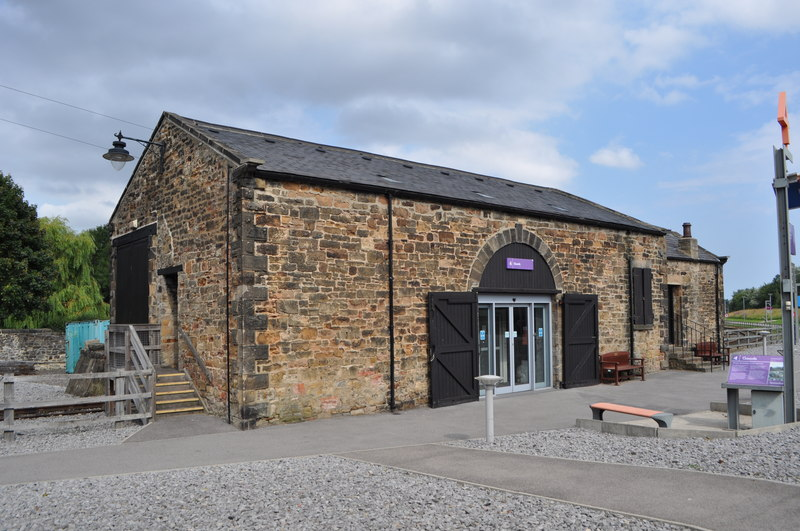
原鐵路貨倉
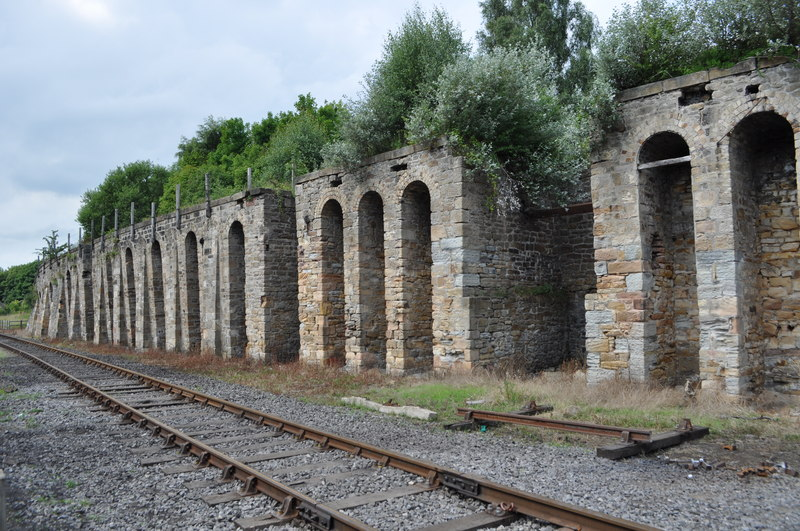
原鐵路煤場
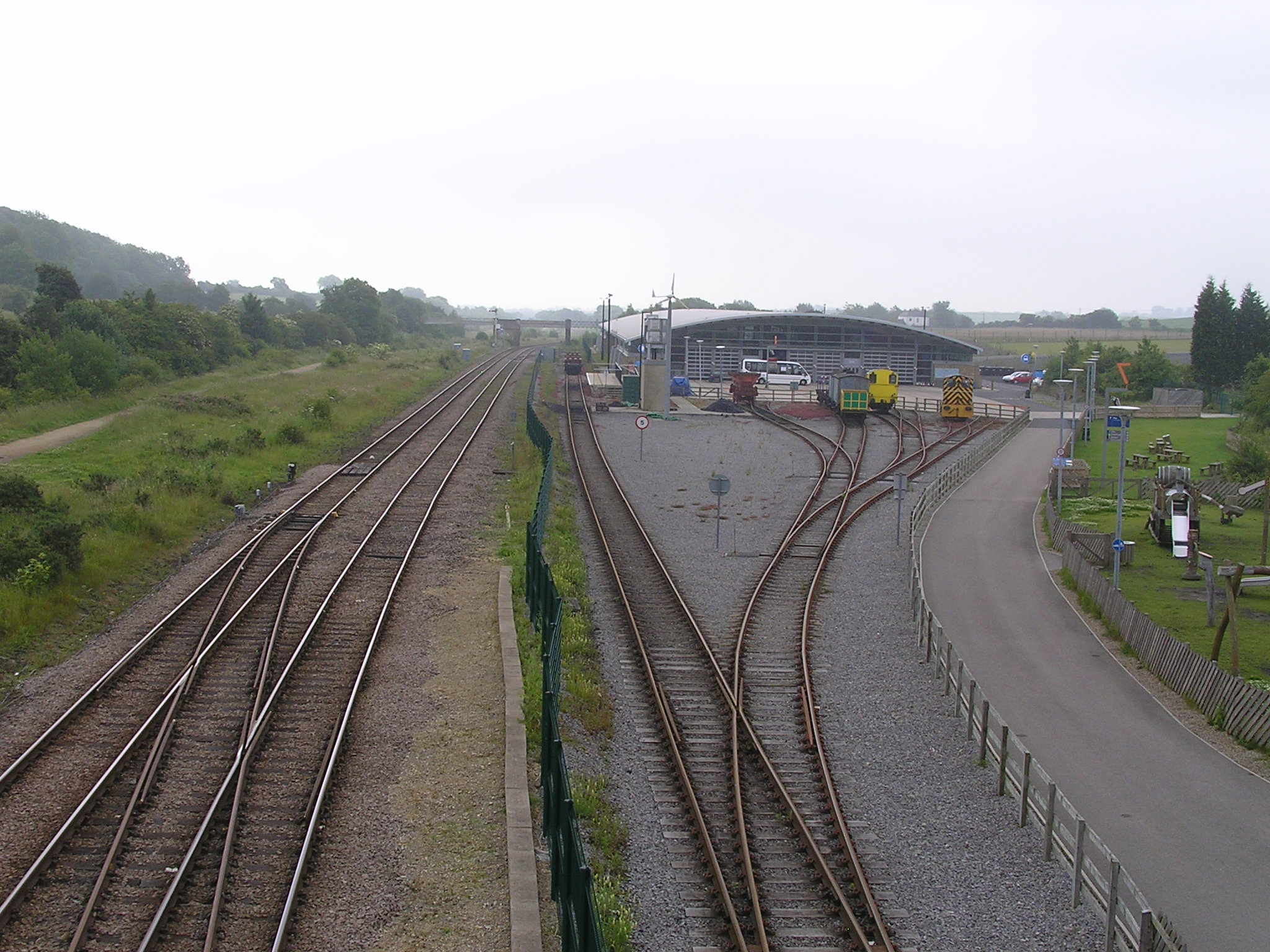
希爾登鐵路博物館主樓、鐵路專用綫和旁邊的鐵路綫路
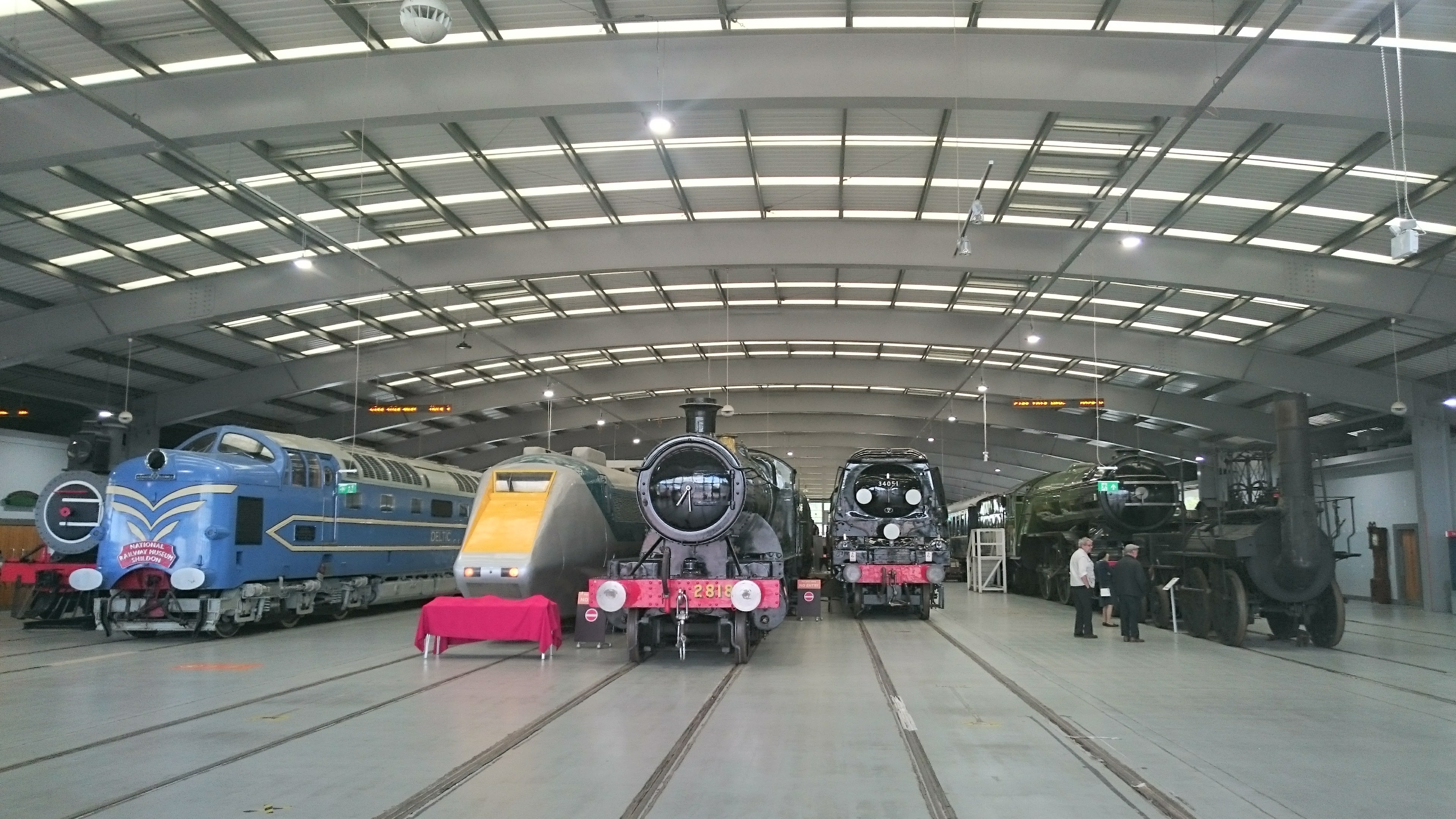
主展覽廳内部

## 展品
希爾登鐵路博物館收藏了英國許多珍貴了老式鐵路車輛。展品包括本館長期陳列的自有收藏，以及臨時從館外運來的臨時展覽藏品。
由提摩西·赫克沃思主持設計的無敵號蒸汽機車即為希爾登鐵路博物館的收藏。無敵號蒸汽機車參與競標運行在利物浦至曼徹斯特的鐵路上的機車；競標的主辦方為此於1829年10月組織“雨山試車選拔賽”，參與者包括無敵號蒸汽機車和由喬治·史蒂芬森設計的火箭號蒸汽機車等。
2010年6月至2011年7月期間，位於約克的大英鐵路博物館收藏的倫敦及東北鐵路A4型4468號機車曾在希爾登鐵路博物館作臨時展覽。
2014年，為紀念4468號機車所創造的全球蒸汽機車速度紀錄75周年，所有已保存的6台倫敦及東北鐵路A4型機車於希爾登鐵路博物館集中展示，包括從北美調回英國展示的60008號和60010號機車。
希爾登鐵路博物館的藏品中還包括一些獨家收藏，比如英鐵APT-E型動車組和英鐵DP1型柴油機車。

### 展品集
| 型號                                     | 編號及別稱      | 圖片 | 狀態                     | 備註                                 |
| ---------------------------------------- | --------------- | ---- | ------------------------ | ------------------------------------ |
| 亨斯莱特“紧缩”型0-6-0鞍式水柜蒸汽机车    | 3850 朱諾號     |      | 不可正常運行             | 最初供斯圖爾特和劳埃德公司的鐵礦使用 |
| 南部鐵路西郡/不列顛戰役型蒸汽機車        | 34051           |      | 不可正常運行             | 温斯顿·丘吉尔葬禮時曾使用            |
| 倫敦米德蘭和蘇格蘭鐵路5型蒸汽機車(4-6-0) | 45000（原5000） |      | 不可正常運行             | First Black Five in class            |
| 機車一號複製版                           |                 |      | 不詳                     | 最初的用戶為斯托克頓和達靈頓鐵路公司 |
| 東北鐵路C1型蒸汽機車                     | 65033           |      | 不可正常運行（計劃修復） |                                      |
| 倫敦及東北鐵路V2型蒸汽機車               | 60800（原4771） |      | 不可正常運行（計劃修復） |                                      |
| 無敵號蒸汽機車原版                       |                 |      | 不可正常運行             |                                      |
| 無敵號蒸汽機車複製版                     |                 |      | 不可正常運行             |                                      |
| 倫敦和西北鐵路G2型蒸汽機車               | 49395           |      | 不可正常運行             |                                      |
| 赫顿煤礦蒸汽機車                         | Lyon            |      | 不可正常運行             |                                      |
| 東北鐵路M1型蒸汽機車                     | 1621            |      | 不可正常運行             |                                      |
| 大北部鐵路C1型蒸汽機車（大型鍋爐版）     | 251             |      | 不可正常運行             |                                      |
| 倫敦及西南鐵路0298型蒸汽機車             | 30587           |      | 不詳                     |                                      |
| 南非鐵路7A型4-8-0蒸汽機車                | 390             |      | 不可正常運行             | 軌距為1067毫米                       |
| 倫敦及西北鐵路“先例”改進型蒸汽機車       | 790 哈德威克號  |      | 不可正常運行             |                                      |
| 安德鲁·巴克莱無火蒸汽機車                | 帝國一號        |      | 不可正常運行             |                                      |

| 型號                                          | 編號及別稱        | 圖片 | 狀態                     | 備註                                    |
| --------------------------------------------- | ----------------- | ---- | ------------------------ | --------------------------------------- |
| 伦敦及東北鐵路ES1型電力機車                   | 1                 |      | 不可正常運行             |                                         |
| 英國鐵路03型柴油機車                          | 03 090（原D2090） |      | 可正常運行               |                                         |
| 英國鐵路08型柴油機車                          | 08 911 夥伴號     |      | 可正常運行               |                                         |
| 英國鐵路DP1型柴油機車                         |                   |      | 不可正常運行             | 中間的藍色機車即為英國鐵路DP1型柴油機車 |
| 英国铁路41型高速柴油机车                      | 41 001            |      | 不可正常運行（計劃修復） |                                         |
| 英國鐵路71型電力機車                          | 71 001            |      | 不可正常運行（修復中）   |                                         |
| 哨兵液力傳動柴油調車機車                      | H001              |      | 不可正常運行             |                                         |
| 維克漢姆小型鐵路工程車                        | 960209            |      | 不可正常運行             |                                         |
| 南部鐵路公司滑鐵盧及城市線調車機車 （1898年） | 75S               |      | 不可正常運行             |                                         |

| 型號                          | 編號   | 圖片 | 狀態                     | 備註 |
| ----------------------------- | ------ | ---- | ------------------------ | ---- |
| 英國鐵路306型電力動車組       | 306017 |      | 不可正常運行（計劃修復） |      |
| 英鐵142型内燃動車組           | 142001 |      | 可正常運行               |      |
| 英国铁路414型电力动车组       | 4308   |      | 不可正常運行             |      |
| 英國鐵路401型電力動車組       | 2090   |      | 不可正常運行             |      |
| 英国铁路APT-E型燃气涡轮动车组 |        |      | 不可正常運行             |      |

| 型號                                        | 編號                | 圖片 | 備註                                                            |
| ------------------------------------------- | ------------------- | ---- | --------------------------------------------------------------- |
| 英国铁路1型客车                             | 21274               |      |                                                                 |
| BR ZZA犁式除雪車                            | ADB 965232          |      |                                                                 |
| 南部鐵路守車                                | B56283 “瑪麗皇后號” |      | 在博物館中向遊客提供載客體驗                                    |
| 英鐵運煤用漏斗車                            | 350000              |      | 同型鐵路貨車中的第一輛，製造於達靈頓                            |
| 英鐵運煤用漏斗車                            | 368459              |      | 同型鐵路貨車中的最後一輛（第10,702輛），製造于希爾登（Shildon） |
| 英國東北鐵路公司犁式除雪車                  | 犁式除雪車12號      |      |                                                                 |
| 万国卧车公司臥鋪車廂                        | 3972                |      |                                                                 |
| 英鐵提速型鐵路貨車                          | HSFV1               |      |                                                                 |
| 斯托克頓和達靈頓鐵路公司鐵路客車 （1847年） | 59                  |      |                                                                 |
| 斯托克頓和達靈頓鐵路公司鐵路客車 （1846年） | 31                  |      |                                                                 |

- LMS Hughes Crab（英语：LMS Hughes Crab）
- Cornwall 伦敦及西北铁路3020号机车（英语：LNWR 2-2-2 3020 Cornwall）
- 倫敦及西南鐵路T3型蒸汽機車（英语：LSWR T3 class） 563號